# Rule of thumb
En anglais, une rule of thumb (littéralement « règle du pouce », à rapprocher de l'expression française « au doigt mouillé ») est un principe qui fonctionne dans plusieurs situations, mais qui n'est pas systématiquement vrai ou précis. Une rule of thumb est une procédure facile à apprendre et à appliquer comme une approximation valable dans certaines situations. Elle peut se comparer à l'heuristique.

## Origine
L'origine exacte de l’expression anglophone rule of thumb est incertaine. L'une des premières références à cette dernière provient de Heaven upon Earth (1685) de J. Durham : « Plusieurs affirment que les chrétiens sont des constructeurs fous, qui construisent au hasard, au doigt mouillé,. »
Un terme similaire existe dans d'autres langues. En suédois, on parle de tumregel, alors qu'en norvégien et danois, c'est plutôt tommelfingerregel. Parfois, on utilise la variante règle du poing (rule of fist), comme en finnois (nyrkkisääntö), estonien (erusikareegel), allemand (Faustregel et Pi mal Daumen), hongrois (ökölszabály), néerlandais (vuistregel) et turc (parmak hesabı). En hébreu (כלל אצבע) et en persan (قاعده سرانگشتی), on parle de règle du doigt ou du bout du doigt.

### Pouce comme unité de mesure

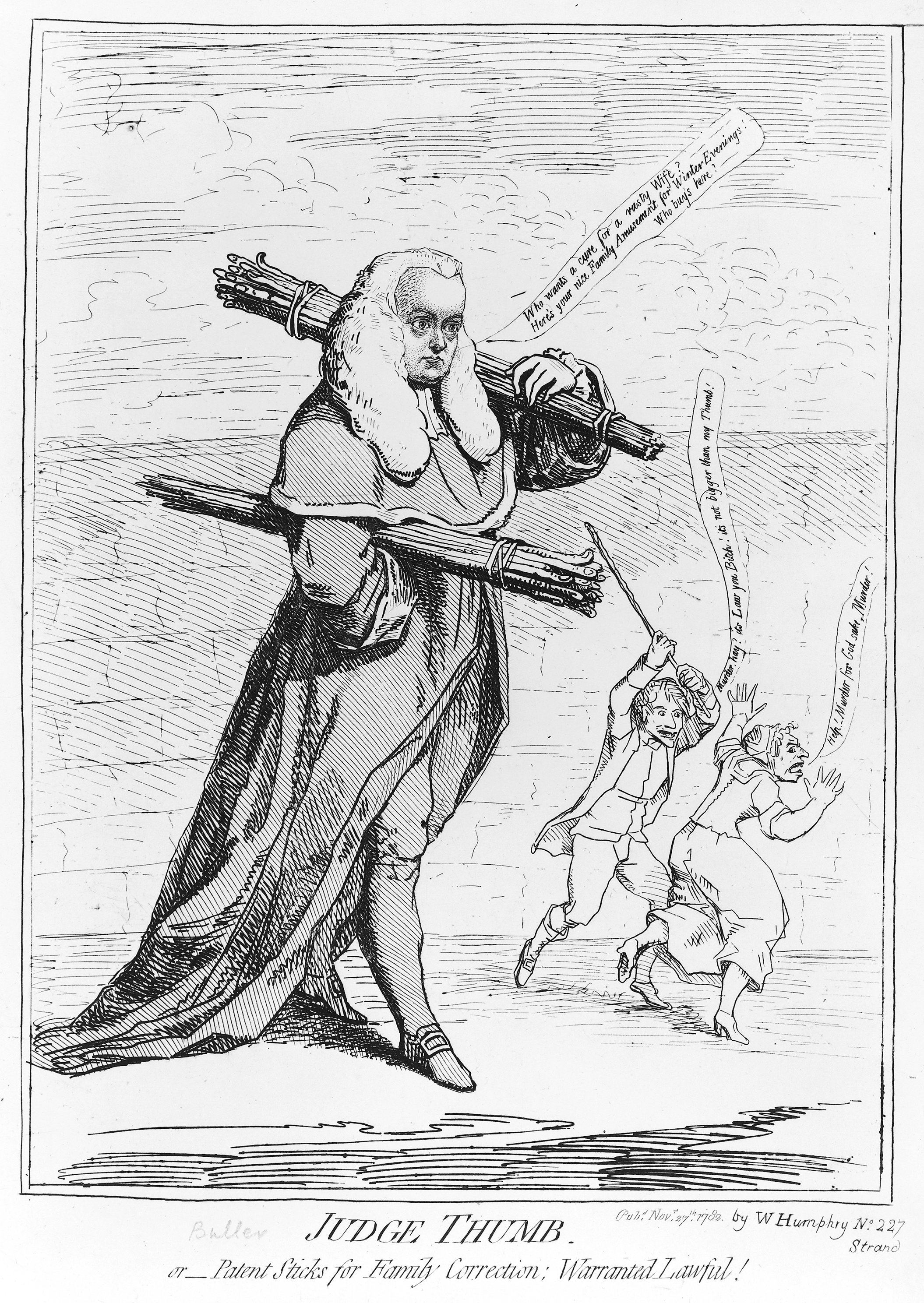
Caricature de la « règle du pouce » concernant la taille maximale autorisée pour un bâton servant à corriger.

L'expression anglophone proviendrait d'une habitude de charpentier d'évaluer certaines mesures à l'aide de la largeur de leur pouce plutôt qu'avec un instrument de mesure quelconque.
Une autre origine de l'unité de mesure pourrait provenir du domaine de l'agriculture. Ainsi, les agriculteurs avaient l'habitude d'évaluer la profondeur de plantation des graines à l'aide du pouce.
Certains auteurs affirment que l'origine proviendrait d'une loi limitant l'épaisseur d'un bâton avec lequel un homme pouvait « corriger » sa femme,,. Ainsi, avant le règne de Charles II, la loi anglaise permettait à un homme de « corriger modérément » sa femme. Cependant, cela n'impliquait pas de battre cette dernière et aucune « règle du pouce » (ou autre règle du genre) n'a été officiellement adoptée en Angleterre,,.
Cependant, les croyances en une telle règle remontent au moins jusqu'en 1782, alors que James Gillray publie la caricature Judge Thumb, critiquant la pratique d'évaluer l'épaisseur maximale d'un bâton de correction à l'aide du pouce en présentant le juge anglais Francis Buller (en) transportant plusieurs de ces bâtons « légaux ».

## Exemples d'utilisation
Elle peut servir en chimie par exemple, appliquée à la loi d'Arrhenius : la vitesse d'une réaction usuelle est doublée lorsque la température augmente de 10 °C.